# ノートルダムのせむし男 (1956年の映画)
『ノートルダムのせむし男』（ノートルダムのせむしおとこ、フランス語: Notre-Dame de Paris、英語: The Hunchback of Notre Dame）は、ジャン・ドラノワ監督による1956年のフランス映画である。ヴィクトル・ユーゴーの小説『ノートルダム・ド・パリ』を原作としており、アンソニー・クインがカジモド役、ジーナ・ロロブリジーダがエスメラルダ役を務めた。邦題は、ポリドールから1987年にVHS, 1991年にレーザーディスクが発売された際、および2017年にアネックよりブルーレイソフトが発売された際は、『ノートルダム・ド・パリ』に変更されているが、オリジナルのままのものもある。

## キャスト
| 役名         | 俳優                   | 日本語吹替                                    | 日本語吹替                                     |
| 役名         | 俳優                   | TBS版                                         | フジテレビ版                                   |
| ------------ | ---------------------- | --------------------------------------------- | ---------------------------------------------- |
| カジモド     | アンソニー・クイン     | 小山源喜                                      | 小林清志                                       |
| エスメラルダ | ジーナ・ロロブリジーダ | 真山知子                                      | 弥永和子                                       |
| フロロ       | アラン・キュニー       |                                               | 寺島幹夫                                       |
| フェビュス   | ジャン・ダネ           |                                               | 伊武雅之                                       |
| クロパン     | フィリップ・クレイ     |                                               | 青野武                                         |
| ピエール     | ロベール・イルシュ     |                                               | 岩名雅記                                       |
| ジャン       | モーリス・サルファティ |                                               | 西川幾雄                                       |
| シャルモリエ | ジャック・ヒリング     |                                               | 品川徹                                         |
| マチアス     | ロジェ・ブラン         |                                               | 飯塚昭三                                       |
| ギョーム     | ジャック・ドゥフィロ   |                                               | 兼本新吾                                       |
| 女主人       |                        |                                               | 近藤高子                                       |
| 小人         |                        |                                               | 円谷文彦                                       |
| アロイーズ   |                        |                                               | 島美弥子                                       |
| リズ         |                        |                                               | 落合美穂                                       |
| 女(1)        |                        |                                               | 鈴木れい子                                     |
| 女(2)        |                        |                                               | 佐久間あい                                     |
| 男(1)        |                        |                                               | 宮下勝                                         |
| 男(2)        |                        |                                               | 谷口節                                         |
| ナレーション | N/A                    |                                               | 小林清志                                       |
| 不明 その他  |                        | 保科三良 富山敬 嶋俊介 市川治 島宇志夫        |                                                |
|              |                        |                                               |                                                |
| 演出         | 演出                   |                                               | 鳥海俊材                                       |
| 翻訳         | 翻訳                   |                                               | 榎あきら                                       |
| 効果         | 効果                   |                                               | 南部満治/大橋勝次                              |
| 調整         | 調整                   |                                               | 桑原邦男                                       |
| 制作         | 制作                   |                                               | オムニバスプロモーション                       |
| 解説         |                        |                                               |                                                |
| 初回放送     | 初回放送               | 1969年5月9日 『金曜ロードショー』 19:30-21:26 | 1974年6月23日 『サンデー洋画劇場』 12:00-13:30 |

※TBS版吹替はポニーより発売のVHSに収録。